# Predrag Đorđević
Predrag Đorđević (Kragujevac, 4. kolovoza 1972.) je bivši srbijanski nogometaš i reprezentativac. 
Posljednjih deset godina igra za grčki Olympiakos, gdje je kapetan i veoma cijenjen igrač. Smatran je najboljim negrčkim igračem u povijesti kluba. Karijeru je započeo u Crvenoj zvezdi.

## Klubovi
- Olympiakos (1996-2009)
- Paniliaikos (1992-1996)
- Crvena zvezda (1991-1992)